# 中华弓鳍鱼属
中华弓鳍鱼属（学名：Sinamia）是一类已灭绝的淡水弓鳍鱼类，生存于早白垩世的中国、日本，可能还分布于韩国。与弓鳍鱼一样，它们长着一个细长的背鳍，尽管这可能是趋同演化的结果。

## 描述

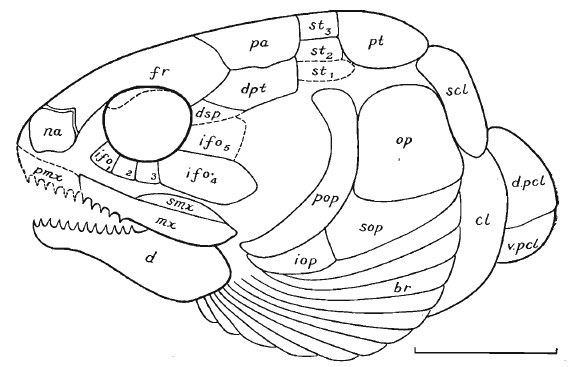
华南中华弓鳍鱼的头骨复原图

中华弓鳍鱼属是中型鱼类，身体相当细长，平均体长约30厘米。它们的头部呈长方形，有一双大眼睛和圆润的吻部。嘴巴很深，上下颌都有锋利的牙齿。中华弓鳍鱼属的整体结构与现生弓鳍鱼非常相似，差异主要涉及一些头骨特征。中华弓鳍鱼属的体表上覆盖着菱形鳞片，鳞片上有硬鳞质。

## 分类

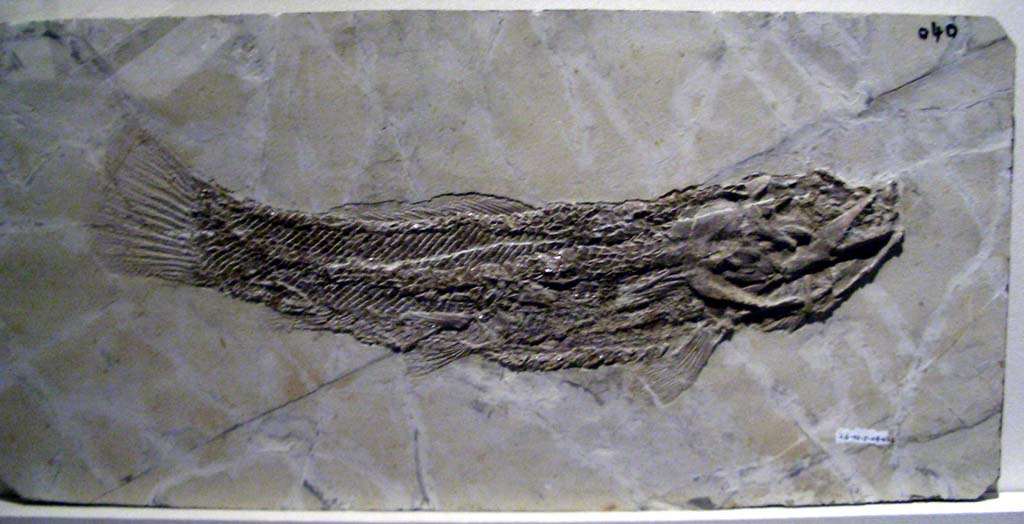
师氏中华弓鳍鱼的化石

中华弓鳍鱼属最早由斯滕西（Stensiö）于1935年根据在中国山东下白垩世地层中发现的化石描述，模式种是师氏中华弓鳍鱼。后来，华南中华弓鳍鱼、辽宁中华弓鳍鱼和兰州中华弓鳍鱼等物种在中国的其它地区（甘肃、辽宁、鄂尔多斯等）被发现，它们可以追溯到巴列姆期至阿普第期。日本还发现了另一个物种菊理媛中华弓鳍鱼。
中华弓鳍鱼属的所有物种都有一些其他弓鳍鱼类所缺乏的特征：存在一个中顶骨、三对肩胛骨外骨和一个与顶骨长度几乎相同的膜质翼耳骨（dermopterotic bone）。然而，目前尚不清楚中华弓鳍鱼属是单系群还是并系群。

### 下属物种[3]
- 师氏中华弓鳍鱼 Sinamia zdanskyi Stensiö, 1935 蒙阴组，中国山东，早白垩世

- 华南中华弓鳍鱼 Sinamia huananensis Su, 1973 杨塘组，中国安徽，早白垩世

- 金华中华弓鳍鱼 Sinamia chinhuaensis Wei, 1976 官头组，中国浙江，早白垩世

- 罗子沟中华弓鳍鱼 Sinamia luozigouensis Li, 1984 罗子沟组，中国吉林，早白垩世

- 鄱阳中华弓鳍鱼 Sinamia poyangica Su and Li, 1990 石溪组，中国江西，早白垩世

- 辽宁中华弓鳍鱼 Sinamia liaoningensis Zhang, 2012 义县组、九佛堂组，中国辽宁，早白垩世（阿普第期）

- 菊理媛中华弓鳍鱼 Sinamia kukurihime Yabumoto, 2014 桑岛组（英语：Kuwajima Formation），日本石川县，早白垩世（巴列姆期）

- 兰州中华弓鳍鱼 Sinamia lanzhoensis Peng, Murray, Brinkman, Zhang and You, 2015 河口群，中国甘肃，早白垩世

## 古生态学
中华弓鳍鱼属和弓鳍鱼属的长背鳍有助于在有水生植被的平静水域中生存，其他长着短背鳍的弓鳍鱼类则是典型的公海物种。

## 脚注
1. ↑  Xiaolin Wang; Yuanqing Wang; Fan Jin; Xing Xu & Yuan Wang. . Yuanqing Wang & Tao Deng  (编).  (PDF). Beijing: China Ocean Press. 1999: 1–12  [2023-04-15]. （原始内容存档 (PDF)于2021-09-25）.
2. ↑  Choi, Seung; Lee, Yuong-Nam. . Geosciences Journal. 2017, 21 (6): 867–889. Bibcode:2017GescJ..21..867C. ISSN 1226-4806. S2CID 133835817. doi:10.1007/s12303-017-0040-6 （英语）.
3. 1 2 3 4 5  Yabumoto, Yoshitaka. . Paleontological Research. January 2017, 21 (1): 76–92. ISSN 1342-8144. S2CID 90701678. doi:10.2517/2016PR008 （英语）.
4. ↑  Zhang, J.-Y., 2012: A new species of Sinamia from western Liaoning, China. Vertebrate PalAsiatica, vol. 50, p. 322–334.
5. ↑  Peng, C., Murray, M. A., Brinkman, B. D., Zhang, J.-Y. and You, H.-L., 2015: A new species of Sinamia (Amiiformes, Sinamiidae) from the Early Cretaceous of Lanzhou Basin, Gansu, China.